# Poetenleben

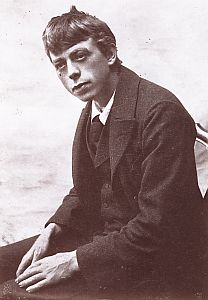
Robert Walser

Poetenleben ist ein Band Kurzgeschichten des schweizerischen Schriftstellers Robert Walser, im Mai 1917 beendet wurde und im November desselben Jahres bei Huber & Co. in Frauenfeld erschienen.

## Wanderung
Um den wunderbaren, schreckhaften Zauber von Natureinöden geht es in der Wanderung. Unter dem Wahlspruch harmlose Freuden sind wahre Freuden könnten etliche der 25 Geschichten dieses Bandes stehen. Freilich haben es die vagabundierenden Vaganten nicht leicht auf ihren Wanderungen. Der Landjäger, erklärter Gegner des Wanderburschen, stellt sich in den Weg und fordert mit finsterer Stimme das gültige Legitimationspapier. Aber ein froher Wanderer nimmt solche Behinderung in Kauf. Wird er doch dafür von der Natur entschädigt. Diese ist auf so geheimnisvolle unerschöpfliche Weise groß, dass der wandernde Poet auch bereits schon unter ihr leidet. Das ist nun einmal so, denn dem Glück auf der Welt ist gewöhnlich der Schmerz beigemischt.
Auch mitten in der Stadt ist der Poet heimisch. Im Park spricht er dreist Die Indianerin an, um mit ihr zu spazieren. Er bekommt keinen Korb, taucht bald mit ihr im Schwarz der Nächtlichkeit unter und darf sie rudern. Der Wanderbursche gönnt sich keine Rast. In einem anmutigen Jägerschlößchen wartet bereits eine einzelne, edle, vornehme reiche Dame extra auf ihn. Die Welt erscheint dem Paar fortan als Traum. Als die Frau wissen möchte, ob der Poet ihr Sohn sein will, nimmt der Befragte Reißaus – spaziert immer weiter wie ein Lebebaron, um einigermaßen die Welt zu genießen, in diese hinein.

## Dauthendey
Im Sommer 1901 macht sich der Poet von München aus auf den Weg zu einer Fußreise nach Würzburg. Das Flattertum läuft mit ihm. In der Bischofsstadt am Main trifft er seinen Freund, den Dichter Dauthendey, am hellen Vormittag noch im Bett liegend an. Langschläfer Dauthendey springt aus den Federn, reißt den Kleiderschrank auf und kleidet den südländisch gekleideten fahrenden Poeten erst einmal gutbürgerlich ein. Nun fällt der Poet beim Spazieren über die alte, imposante, statuengeschmückte Mainbrücke und hinauf zur Festung Marienberg überhaupt nicht mehr unangenehm auf. Obwohl Dauthendey knapp bei Kasse ist, gibt er dem Poeten von dem Wenigen. Acht reizende Sommertage geht es mit dem Gastgeber durch Würzburgs Altstadt und Weinberge. Der Poet überfällt endlich den in Gedanken versunkenen Fußgänger Dauthendey mit der Bitte um zwanzig Mar', bekommt das Geld für eine Fahrkarte und reist tags darauf ab nach Berlin.

## Marie
Wieder daheim in der Schweiz, wohnt der Poet bei Frau Bandi. Die gelegentlich schriftstellernde Wirtin macht auf den Poeten einen unbefriedigten Eindruck. Bein einem Spaziergang im nahen Wald trifft er eine Frau namens Marie, mit der es darauf zu weiteren Stelldichein kommt. Sie behauptet, aus dem Emmental zu stammen. Marie trifft auch auf Frau Bandi, die aber missbilligend auf die sie schaut. Marie verschwindet sodann aus dem Gesichtsfeld des weiter wandernden Poeten.

## Hungertod
Natürlich hält sich der Poet nicht nur unter hohen Bäumen auf. Seine zweite Heimat ist naturgemäß der Schreibtisch. Den findet er bei Frau Wilke, seiner nächsten Wirtin, vor. Er nimmt sich vor, Novellen zu schreiben, die unter Umständen in den  'Pekinger Neuesten Nachrichten veröffentlicht werden könnten. Das sind alles Hirngespinste. In Wirklichkeit ist der Poet erfolglos und auch Frau Wilke verarmt.
In Das Zimmerstück und in Der Rede an einen Ofen sucht der Poet vergeblich, außerhalb der Natur einen geeigneten Stoff – zum Beispiel unter der Bettstelle – aufzutreiben. Das schönste Thema bleibt unauffindbar. Der Schriftsteller sieht den Ofen in seiner ofenplattenhaften Ruhe höhnisch lächeln.

## Poetenleben
Zu guter Letzt, in der Titelerzählung Poetenleben, stellt der Autor dem Poeten, einem Verehrer Hölderlins, der im kaufmännischen Zentralstellenvermittlungsbureau sattsam bekannten Bewerberfigur, noch ein richtiges Armutszeugnis aus. Die Vorgesetzten sind ausnahmslos froh, wenn sie den jungen Bureauarbeiter ins proletarische Poetenleben entlassen können. Keiner der Herren Direktoren möchte einen Poeten länger als nötig beschäftigen. Deshalb trennt sich der Herr Vorgesetzte von dem Dichter möglichst rasch, denn er gönnt dem Hilfsbuchhalter sein taugenichtsiges Vergnügen da unten auf der Straße von Herzen.

## Zitat
- „Wer hart arbeiten muß…, der ist für die Freude verdorben…“[1]

## Rezeption
- Hesse schreibt 1917 in einer Besprechung zu Poetenleben: Wenn solche Dichter wie Walser zu den „führenden Geistern“ gehören würden, so gäbe es keinen Krieg.[2]
- Loerke rezensiert das Poetenleben: Robert Walser erfand gleichsam das Erzählen an sich, ohne Gegenstand. Mit Dingen, die niemand sonst des Berichtens für würdig hielte, fesselt… er… Scheinbar zweck- und pointenlos plaudernd, ist er beherrscht….[3]
- Peter Sprengel hebt den „ironisch-parodistischen“ Aspekt aus jener Kurzprosa hervor.